# Lisandro Martínez
Lisandro Martínez, född 18 januari 1998, är en argentinsk fotbollsspelare som spelar för Manchester United och Argentinas landslag.

## Klubbkarriär
Den 20 maj 2019 värvades Martínez av Ajax, där han skrev på ett fyraårskontrakt. Martínez gjorde sin Eredivisie-debut den 3 augusti 2019 i en 2–2-match mot Vitesse.
I juli 2022 värvades Martínez av Manchester United, där han skrev på ett femårskontrakt.

## Landslagskarriär
Martínez debuterade för Argentinas landslag den 22 mars 2019 i en 3–1-förlust mot Venezuela.

## Meriter
- FA-cupen 2023/24
- Engelska ligacupen 2022/23
- VM 2022

- Copa America 2021

- Finalissima 2022

- Eredivisie 2020/21, 2021/22

- Nederländska supercupen 2020

- Nederländska cupen 2020/21